# Pasienky pod Veľkým lesom
Pasienky pod Veľkým lesom este o arie protejată (arie specială de conservare — SAC, sit de importanță comunitară — SCI) din Slovacia întinsă pe o suprafață de 42,25 ha, integral pe uscat.

## Localizare
Centrul sitului Pasienky pod Veľkým lesom este situat la coordonatele 48°27′41″N 20°18′05″E / 48.461254°N 20.301337°E.

## Înființare
Situl Pasienky pod Veľkým lesom a fost declarat sit de importanță comunitară în decembrie 2021.

## Biodiversitate
Situată în ecoregiunea panonică, aria protejată conține 3 habitate naturale: Formațiuni de Juniperus communis pe lande sau pajiști calcaroase, Pajiști uscate seminaturale și facies de acoperire cu tufișuri pe substraturi calcaroase (Festuco-Brometalia) (* situri importante pentru orhidee), Fânețe de joasă altitudine (Alopecurus pratensis, Sanguisorba officinalis).
La baza desemnării sitului se află un număr nedeclarat de specii protejate.